# Черепушкина, Елена Александровна
Елена Александровна Черепушкина (2 мая 1968) — российская футболистка и игрок в мини-футбол, полузащитница. Выступала за сборную России по футболу. Мастер спорта России.

## Биография
В большом футболе выступала за клуб «Снежана» (Люберцы). В 1993 году вместе с командой стала победительницей первой лиги России, а в 1994—1995 годах играла в высшей лиге.
Приняла участие в одном матче сборной России — 25 сентября 1993 года в игре против Франции (1:2) вышла на замену на 70-й минуте вместо Валентины Барковой.
С 1995 года в составе «Снежаны» (позднее — «Снежана-Котельники») выступала в мини-футболе. Провела в команде более 10 лет в качестве игрока, была её капитаном. Чемпионка России сезонов 1995/96 и 1996/97, обладательница Кубка России 1997 года, неоднократный призёр чемпионата страны. После завершения игровой карьеры вошла в тренерский штаб команды.

## Личная жизнь
Супруг, Сергей Васильевич Черепушкин — главный тренер клуба «Снежана».